# Ophiorrhiza scorpioidea
Ophiorrhiza scorpioidea är en måreväxtart som beskrevs av Jean Nadeaud. Ophiorrhiza scorpioidea ingår i släktet Ophiorrhiza och familjen måreväxter. Inga underarter finns listade i Catalogue of Life.